# Barrbrosking
Barrbrosking (Gymnopus perforans) är en svampart som först beskrevs av Franz Georg Hoffmann, och fick sitt nu gällande namn av Antonín & Noordel. 2008. Gymnopus perforans ingår i släktet Gymnopus och familjen Marasmiaceae.   Inga underarter finns listade i Catalogue of Life.
I den svenska databasen Dyntaxa används istället namnet Marasmiellus perforans för samma taxon.  Arten är reproducerande i Sverige.

## Källor

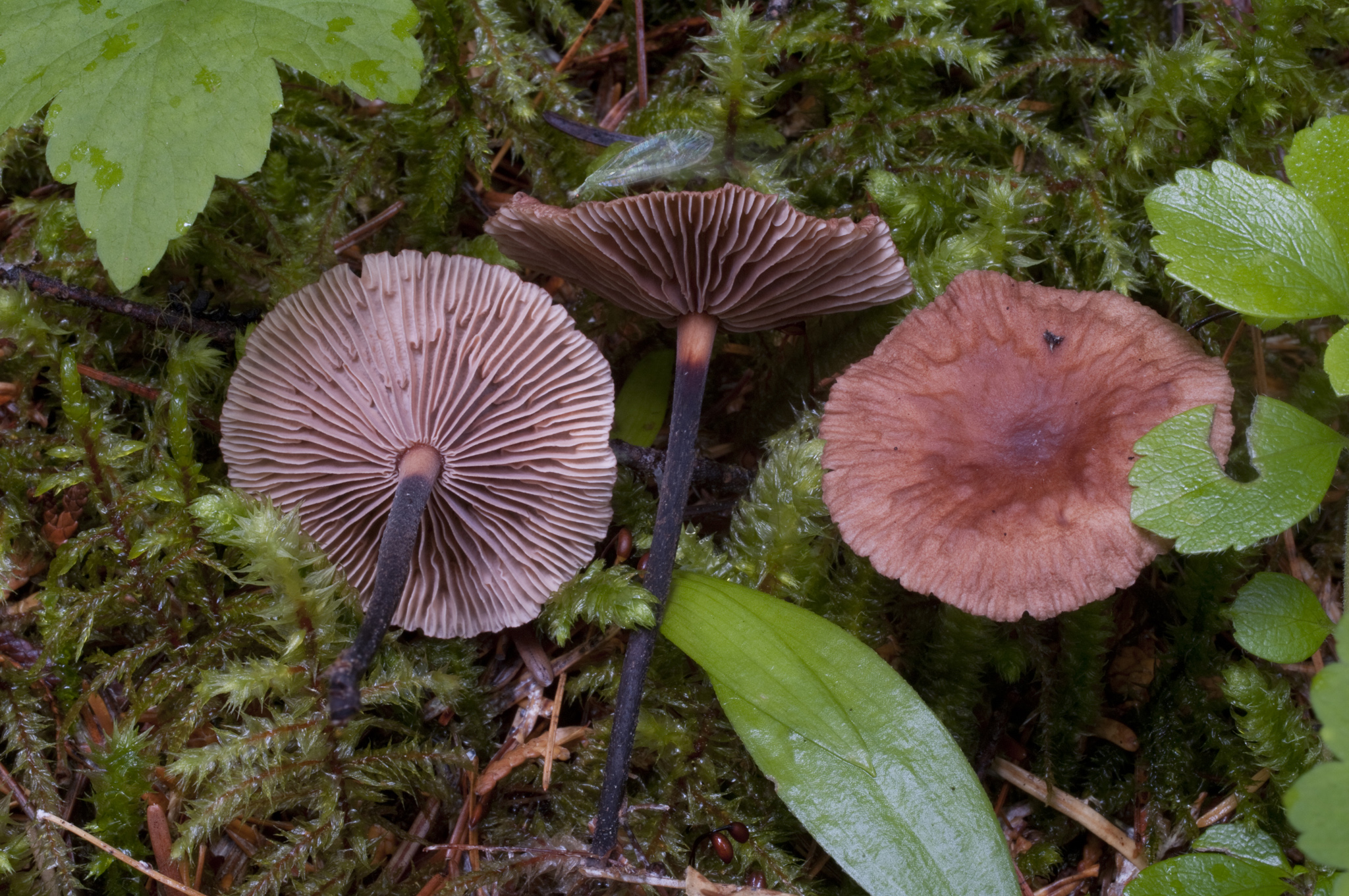